# 三木鶏郎に挑む! 平成の仕事師たち
『三木鶏郎に挑む! 平成の仕事師たち』は、2015年5月24日にABCラジオ（朝日放送）で放送されたラジオ番組である。第11回日本放送文化大賞ラジオ部門準グランプリ作品。

## 概要
昭和期に活躍した作曲家三木鶏郎の生誕100周年を記念して制作された。三木は昭和26年の民間放送開始に際して、日本初のCMソング（僕はアマチュア・カメラマン）を手掛けた人物であり、戦後日本のエンターテイメント界を牽引した人物とされる。また、朝日放送は草創期より三木と縁深く、朝日放送の100年史には「NHKが生誕の地であるならば、朝日放送は第二の故郷である」という文章を寄せている。
番組冒頭には、三木鶏郎を知っているかと問う街頭インタビュー、前半部では三木の一生が紹介された。後半部ではヒロド歩美がダークダックスの遠山一と共に、三木の自宅兼事務所を訪れ、また中村メイコが電話出演し、それぞれ生前の三木とのエピソードを語った。最後に三木作品メドレーと、伊藤アキラ作詞、キダ・タロー作曲による「三木鶏郎のCMソング」が、生バンド、生コーラスをスタジオに招いて披露された。

## 出演者
- ヒロド歩美 （朝日放送アナウンサー）
- キダ・タロー
- 伊藤アキラ
- 遠山一
- 中村メイコ
- 畑中ふう

## 放送時間
日本放送文化大賞準グランプリを受賞したため、全国47都道府県のラジオ局で再放送された。
| 放送対象地域   | 放送局       | 放送日時                     | 備考   |
| -------------- | ------------ | ---------------------------- | ------ |
| 近畿広域圏     | 朝日放送     | 2015年5月24日 20:00 - 21:00  | 制作局 |
| 近畿広域圏     | 朝日放送     | 2016年1月2日 16:30 - 17:30   | 再放送 |
| 関東広域圏     | TBSラジオ    | 2015年12月13日 19:00 - 19:59 |        |
| 岩手県         | IBC岩手放送  | 2015年12月25日 15:05 - 16:05 |        |
| 香川県         | 西日本放送   | 2015年12月26日 18:00 - 19:00 |        |
| 岡山県         | 山陽放送     | 2015年12月26日 19:00 - 20:00 |        |
| 沖縄県         | ラジオ沖縄   | 2015年12月27日 20:00 - 21:00 |        |
| 近畿広域圏     | ラジオ大阪   | 2015年12月29日 21:00 - 21:59 |        |
| 広島県         | 中国放送     | 2015年12月30日 18:00 - 19:00 |        |
| 全国放送       | ラジオNIKKEI | 2015年12月31日 11:00 - 12:00 |        |
| 富山県         | 北日本放送   | 2015年12月31日 13:55 - 14:55 |        |
| 福岡県         | RKB毎日放送  | 2015年12月31日 21:00 - 21:59 |        |
| 福岡県         | 九州朝日放送 | 2015年12月31日 21:00 - 22:00 |        |
| 北海道         | 北海道放送   | 2016年1月1日 10:00 - 11:00   |        |
| 栃木県         | 栃木放送     | 2016年1月1日 21:00 - 22:00   |        |
| 徳島県         | 四国放送     | 2016年1月2日 14:00 - 15:00   |        |
| 高知県         | 高知放送     | 2016年1月2日 20:00 - 21:00   |        |
| 京都府、滋賀県 | KBS京都      | 2016年1月3日 12:00 - 12:59   |        |
| 熊本県         | 熊本放送     | 2016年1月3日 14:25 - 15:25   |        |
| 中京広域圏     | CBCラジオ    | 2016年1月3日 15:00 - 15:59   |        |
| 北海道         | STVラジオ    | 2016年1月3日 16:00 - 17:00   |        |
| 山梨県         | 山梨放送     | 2016年1月3日 18:00 - 19:00   |        |
| 愛媛県         | 南海放送     | 2016年1月3日 20:30 - 21:30   |        |
| 福井県         | 福井放送     | 2016年1月3日 21:00 - 22:00   |        |
| 長野県         | 信越放送     | 2016年1月4日 0:20 - 1:20     |        |
| 近畿広域圏     | 毎日放送     | 2016年1月4日 1:00 - 2:00     |        |
| 神奈川県       | ラジオ日本   | 2016年1月4日 1:30 - 2:30     |        |
| 関東広域圏     | 文化放送     | 2016年1月4日 2:00 - 3:00     |        |
| 兵庫県         | ラジオ関西   | 2016年1月4日 3:00 - 3:59     |        |
| 石川県         | 北陸放送     | 2016年1月9日 20:00 - 21:00   |        |
| 沖縄県         | 琉球放送     | 2016年1月10日 14:00 - 15:00  |        |
| 青森県         | 青森放送     | 2016年1月10日 16:00 - 17:00  |        |
| 鳥取県、島根県 | 山陰放送     | 2016年1月10日 16:00 - 17:00  |        |
| 宮崎県         | 宮崎放送     | 2016年1月10日 19:00 - 20:00  |        |
| 山形県         | 山形放送     | 2016年1月10日 20:00 - 21:00  |        |
| 関東広域圏     | ニッポン放送 | 2016年1月11日 2:00 - 3:00    |        |
| 山口県         | 山口放送     | 2016年1月11日 19:00 - 20:00  |        |
| 宮城県         | 東北放送     | 2016年1月16日 20:00 - 21:00  |        |
| 秋田県         | 秋田放送     | 2016年1月17日 12:00 - 13:00  |        |
| 中京広域圏     | 東海ラジオ   | 2016年1月17日 17:00 - 18:00  |        |
| 福島県         | ラジオ福島   | 2016年1月23日 19:00 - 20:00  |        |
| 長崎県         | 長崎放送     | 2016年1月30日 18:00 - 19:00  |        |
| 静岡県         | 静岡放送     | 2016年1月31日 9:00 - 10:00   |        |
| 大分県         | 大分放送     | 2016年1月31日 12:00 - 13:00  |        |
| 鹿児島県       | 南日本放送   | 2016年1月31日 19:00 - 20:00  |        |
| 新潟県         | 新潟放送     | 2016年2月7日 11:00 - 12:00   |        |
| 関東広域圏     | ニッポン放送 | 2016年1月11日 2:00 - 3:00    |        |
| 山口県         | 山口放送     | 2016年1月11日 19:00 - 20:00  |        |
| 宮城県         | 東北放送     | 2016年1月16日 20:00 - 21:00  |        |
| 秋田県         | 秋田放送     | 2016年1月17日 12:00 - 13:00  |        |
| 中京広域圏     | 東海ラジオ   | 2016年1月17日 17:00 - 18:00  |        |
| 福島県         | ラジオ福島   | 2016年1月23日 19:00 - 20:00  |        |
| 長崎県         | 長崎放送     | 2016年1月30日 18:00 - 19:00  |        |
| 静岡県         | 静岡放送     | 2016年1月31日 9:00 - 10:00   |        |
| 大分県         | 大分放送     | 2016年1月31日 12:00 - 13:00  |        |
| 鹿児島県       | 南日本放送   | 2016年1月31日 19:00 - 20:00  |        |
| 新潟県         | 新潟放送     | 2016年2月7日 11:00 - 12:00   |        |

## 評価
- 2015年11月10日に日本民間放送連盟主催の第11回日本放送文化大賞で、ラジオ部門の準グランプリに選ばれた[5][6]。講評では「戦後日本の放送史を語るうえで欠かすことのできない存在でありながら、あまり表舞台に出てこない三木鶏郎をフィーチャーした素晴らしい企画」であり、三木の魅力を存分に描き、かつラジオ番組として純粋に楽しく聴くことができると評された[1]。